# Jimmy Wales
Pour les articles homonymes, voir Wales.
Jimmy Donal Wales, surnommé Jimbo Wales, est un homme d'affaires américain, né le 7 août 1966 à Huntsville en Alabama (États-Unis).
Il est le fondateur du portail web américain Bomis et cofondateur avec Larry Sanger de l'encyclopédie en ligne, collaborative et libre Wikipédia (jouant également un rôle dans la galaxie Wikimédia à laquelle appartient Wikipédia), ainsi que d'autres projets fondés sur le wiki, comme Wikia (devenu Fandom).

## Biographie

### Enfance et formation
Jimmy Wales naît en 1966 à Huntsville, en Alabama. Selon son certificat de mariage avec Christine Rohan, il est né le 7 août ; pourtant, selon son passeport et son permis de conduire, sa date d'anniversaire est le 8 août. Son père travaille comme gérant d'une épicerie tandis que sa mère, Doris, et sa grand-mère, Erma, dirigent une petite école privée d’une seule salle (de type one-room school ou école de rang d'enseignement primaire), dans laquelle Jimmy reçoit son éducation. Il est influencé par la pédagogie Montessori.
Après la 8e année, Jimmy Wales devient élève de la Randolph School (en), une école située dans l’Alabama, à Huntsville, qui prépare à l’entrée à l’université. Cette dernière est l'une des premières écoles à favoriser l’usage des nouvelles technologies, et notamment de l’informatique, auprès des étudiants, grâce à des salles de machines. Il affirme que l'école a été coûteuse pour sa famille, mais que cette formation était considérée comme importante : « À la maison, l’éducation a toujours été une passion… vous voyez, cette approche très traditionnelle de la connaissance et de l’apprentissage comme une base pour une bonne vie. » Par la suite, il obtient un diplôme universitaire de finances à l’université d'Auburn, puis commence le programme du doctorat de finances à l'université d'Alabama, qu'il quitte au niveau de la maîtrise. Ensuite, il continue à suivre les cours du doctorat à l'université d'Indiana. Il enseigne dans ces deux universités pendant ses études, mais ne rédige pas la thèse de doctorat nécessaire à l’obtention du diplôme.

### Carrière
De 1994 à 2000, Jimmy Wales travaille comme directeur de recherche au Chicago Options Associates. Il fait fortune en spéculant sur la fluctuation des taux d'intérêt et de change. D’après Daniel Pink, du magazine Wired, grâce à de la spéculation sur les taux d’intérêt et les fluctuations des monnaies étrangères, il dit avoir gagné assez d’argent pour pouvoir faire vivre son couple durant le reste de son existence.

#### Bomis.com et Nupedia
Durant cette période, l’un des projets qu'entreprend Jimmy Wales est la création de Bomis en 1996, un portail d'information sur la ville de Chicago qui va ensuite élargir son contenu pour inclure des sujets destinés à un public masculin et évoluer dans le sens d'un moteur de recherche vers des pages essentiellement érotiques. Il décrit Bomis comme étant un « moteur de recherche plutôt destiné aux gars » vendant des images érotiques semblables le plus souvent à celles du magazine Maximal avec parfois des femmes très légèrement vêtues.
Lors d’une interview en 2007, il déclare qu’en 1999, il avait effectué une étude puis il avait réalisé un logiciel permettant de produire une encyclopédie multilingue en ligne, cependant trop lent pour pouvoir être utilisé.
En mars 2000, Jimmy Wales fonde et finance (grâce à Bomis) Nupedia, un projet d'encyclopédie libre de nature ouverte et corrigée par des pairs. Il embauche pour cela Larry Sanger comme rédacteur en chef. Jimmy Wales désire à l'origine une qualité comparable aux encyclopédies professionnelles du marché avec des rédacteurs libres sélectionnés, mais leur rareté cause la fermeture de Nupedia le 26 septembre 2003, avec seulement 24 articles finis et 74 en cours de développement.

#### Wikipédia et la Wikimedia Foundation

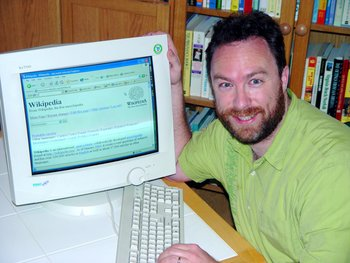
Jimmy Wales et Wikipédia en anglais en 2003.

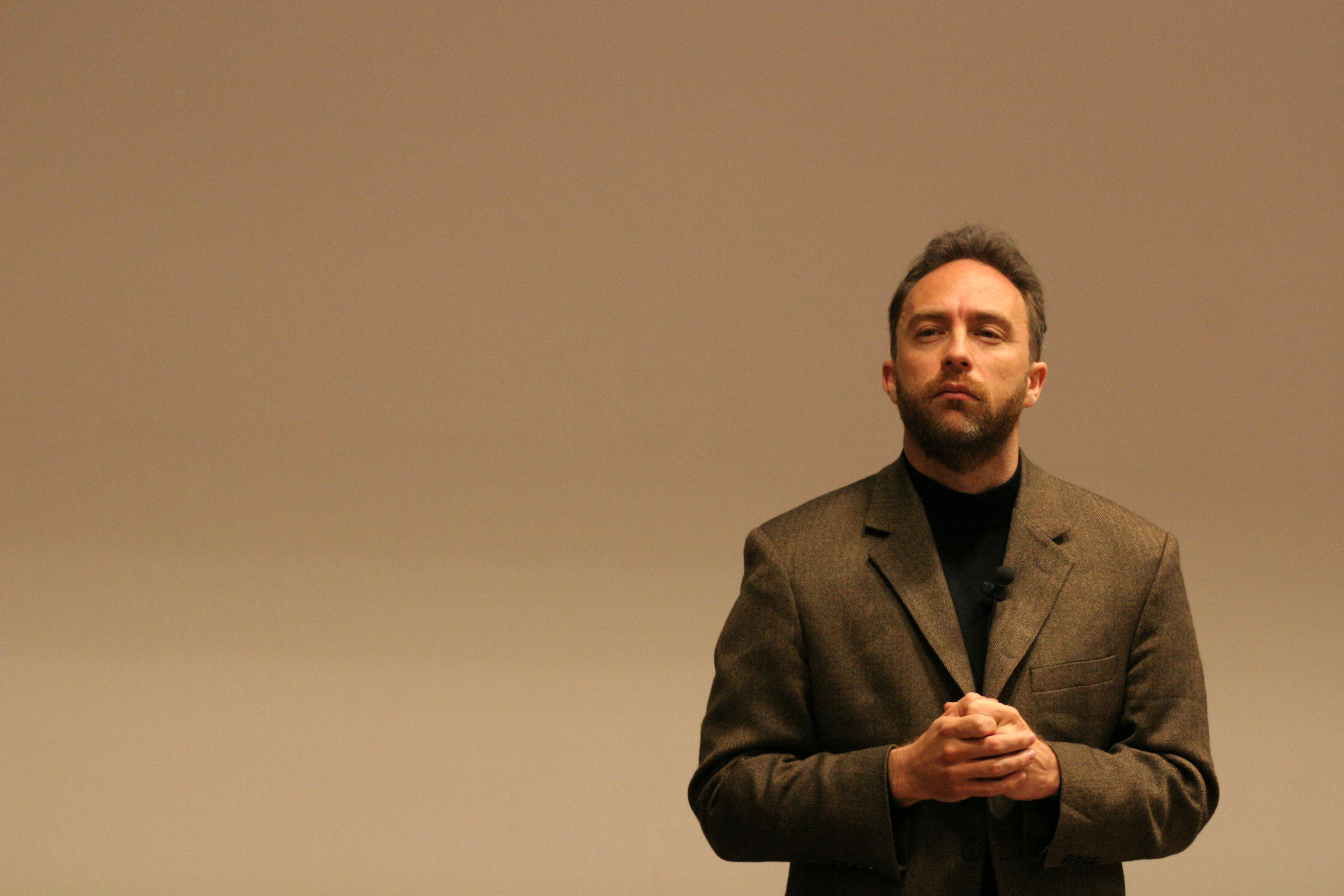
Jimmy Wales au FOSDEM de 2005.

Au milieu de l'année 2003, Jimmy Wales met en place la Wikimedia Foundation, une organisation à but non lucratif basée à St. Petersburg, en Floride, pour soutenir Wikipédia ainsi que ses autres projets affiliés récemment créés.
Il forme un comité de cinq membres composé de lui-même, deux de ses collègues de travail, qui ne sont pas des wikipédiens actifs, et deux membres élus parmi la communauté des wikipédiens.

#### Nouveaux projets
Il crée également, avec Angela Beesley, l’entreprise Wikia, Inc.
En 2005, Jimmy Wales est désigné membre du Centre Berkman pour l’internet et la société de la faculté de droit d'Harvard. Le 3 octobre, selon une revue de presse, il devient membre de la direction de Socialtext, une entreprise proposant des solutions wiki pour le marché professionnel[réf. nécessaire].
En 2006, il devient membre de la direction de Creative Commons, une association à but non lucratif.
Le 8 août, il est l'un des conférenciers vedette à la prestigieuse Conférence TED,.
Le 14 octobre 2010, Jimmy Wales reçoit les clés de la ville de Tijuana, au Mexique pour sa conférence dans la réunion Tijuana Innovadora.

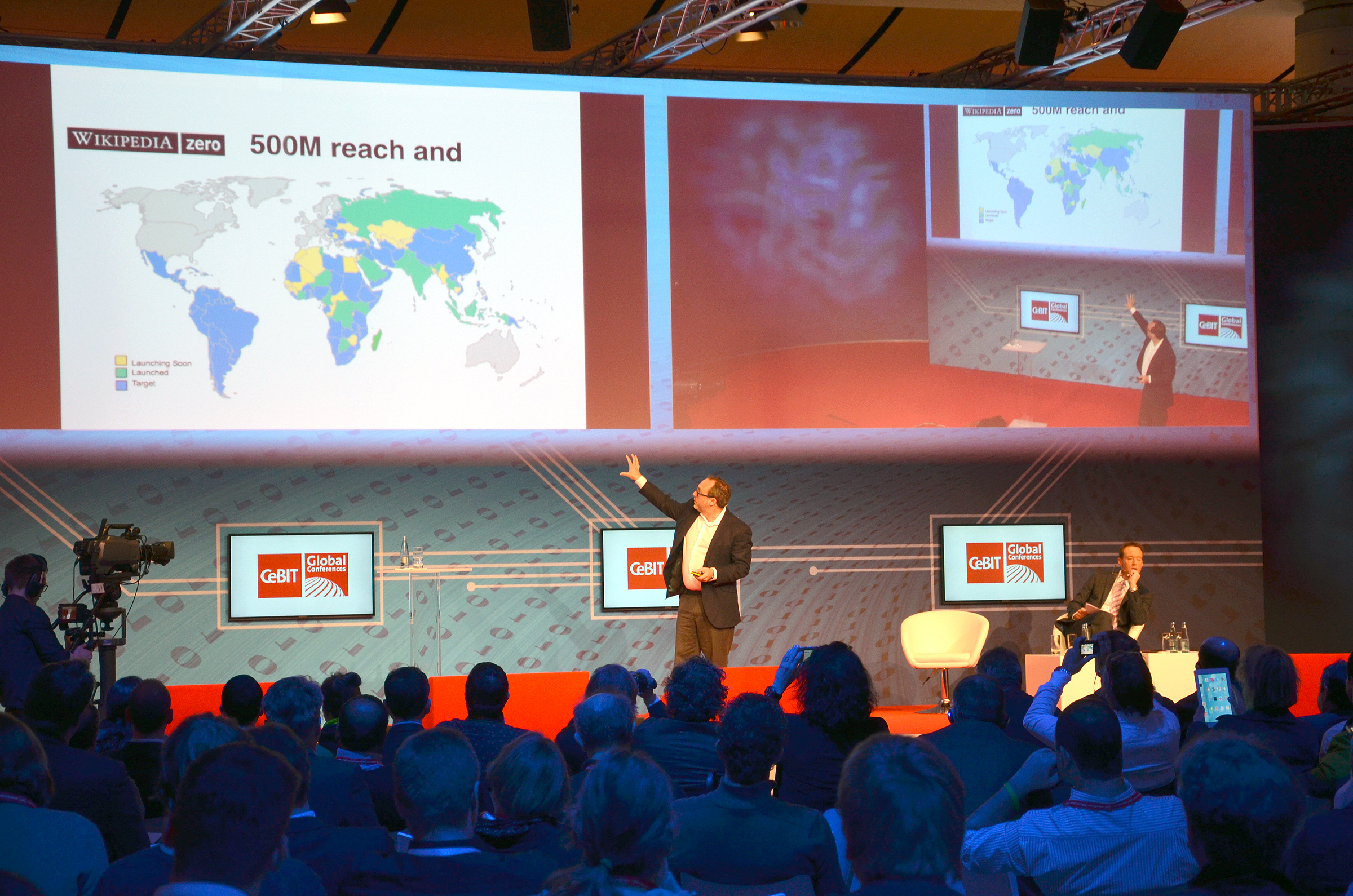
Jimmy Wales en 2014 au CeBIT, présentant Wikipedia Zero.

Mi-juillet 2014, il est nommé par Google au sein d'un comité consultatif de dix experts, qui est chargé de rédiger un rapport apportant des recommandations afin d'appliquer la mesure du « droit à l'oubli ».
En 2015, Jimmy lance The People's Operator (en), un réseau social facilitant les dons effectués aux œuvres caritatives,.
Jimmy Wales lance, en avril 2017, le projet de mise en place de Wikitribune, une plateforme web d'information dont le contenu serait écrit par des journalistes professionnels soutenus par des contributeurs bénévoles. Le projet est indépendant de la fondation Wikimedia. Le projet vise à lutter contre la diffusion de fausse nouvelle et les fake news en s'affranchissant des biais éditoriaux des journaux traditionnels. En s'appuyant sur une communauté au « fonctionnement participatif » semblable à celle de Wikipédia, Jimmy Wales souhaite atteindre une plus grande objectivité. Les données brutes obtenues par les journalistes seront rendues publiques pour rendre les articles plus facilement vérifiables. Les journalistes professionnels de la plateforme seraient soutenus par les dons mensuels de lecteurs. Une campagne de financement participatif a été lancée pour permettre d'embaucher les 10 premiers journalistes. Wikitribune n'affichera pas de publicité et les articles pourront être lus gratuitement,.
Wales lance le projet de plateforme de réseau social et microblogging nommé WT:Social en octobre 2019, dans l'espoir de concurrencer Facebook et Twitter.

### Vie privée
À 20 ans, Jimmy Wales épouse Pamela Green, une employée de supermarché. Ils divorcent sept ans plus tard, en 1993. Il se remarie en 1997, avec Christine Rohan, avec qui il a une fille, Kira. Le couple se sépare en 2008, année au cours de laquelle il rompt sa relation avec une journaliste de télévision, la Canadienne Rachel Marsden, via une annonce publique sur Wikipédia. Le 6 octobre 2012, il se remarie à Londres, en troisièmes noces pour lui, avec la Britannique Kate Garvey (en), une ex-collaboratrice de Tony Blair, qui fut Premier ministre britannique dans les années 1990, et les années 2000. Ce dernier et son épouse Cherie assistent à la cérémonie.
Il vit dans la capitale anglaise depuis cette date, après avoir habité à San Diego[Quand ?] puis St. Petersburg en Floride[Quand ?].

## Convictions
Jimmy Wales est un adepte passionné de l'objectivisme développé par la philosophe américaine Ayn Rand (1905-1982). Il écrit ainsi de l'objectivisme qu'il « colore tout ce que je fais et tout ce que je pense ». Par ses convictions philosophiques, il pourrait être considéré comme un libertarien, même s'il refuse d'employer ce terme (à l'image d'Ayn Rand, qui l'a toujours refusé : « the category people would fit me in that's most accessible would be libertarian »). À propos de l'économie, il appuie le capitalisme et attribue aux idées du penseur libéral Friedrich Hayek une influence importante dans la création de Wikipédia.
En octobre 2012, il déclare ne pas être choqué par les systèmes de surveillance installés par les gouvernements. Pour lui, le problème ne se situe pas au niveau des gouvernements mais au niveau de la surveillance exercée par les entreprises privées, par exemple sur Internet. Au sujet des caméras de surveillance, il estime que « beaucoup de crimes pourraient être évités si les gouvernements en installaient partout » ; il estime toutefois qu'il faut fixer des limites et que les caméras de surveillance ne doivent pas être installées dans les maisons des citoyens.
Lors d’une interview de Slashdot, il explique quelles sont ses motivations pour Wikipédia. « Imaginez un monde dans lequel chacun puisse avoir partout sur la planète libre accès à la somme de toutes les connaissances humaines. C'est ce que nous faisons,. »
En juin 2018, Jimmy Wales fait partie des signataires d’une lettre ouverte destinée à l'Union européenne portant sur l'article 13 de la nouvelle directive européenne sur le droit d'auteur, considérant que l’article pourrait causer des dommages économiques sur le marché numérique. L’article prévoit que les entreprises doivent incorporer automatiquement la possibilité de rendre certaines œuvres inaccessibles, si les ayants droit le demandent.

### Point de vue sur Wikipédia

#### Très faible nombre de contributeurs
En 2004, il déclare « Wikipédia est comme une saucisse, on aime le goût mais on n'a pas vraiment envie de savoir comment c'est fait,. », puis signale en 2006 qu’environ 50 % des modifications sont faites par seulement 0,7 % des utilisateurs, soit une communauté restreinte de 524 volontaires : « je connais chacun d’entre eux et chacun connaît tous les autres ».
Concernant la gestion du site, il estime que « c’est ce groupe d’environ une centaine de personnes qui compte vraiment ».
Selon Adèle Smith du Figaro, Jimmy Wales aurait dit qu'il n'y avait pas de « différence entre un professeur de Harvard et un lycéen, pourvu que l'article soit bon » mais aussi que « nous ne sommes pas démocratiques, nos lecteurs corrigent les articles, mais nous sommes en fait des snobs. Notre communauté préfère les contributeurs férus de connaissances et estime que certains sont des idiots et ne devraient jamais écrire dans Wikipédia », reprenant une réponse à la question « la plus grande idée fausse au sujet de Wikipédia » dans une interview au New York Times en 2007.

#### Débat avec le patron du laboratoire Novartis
En 2010, Jimmy Wales affronte Joe Jimenez, patron du géant suisse de la pharmacie Novartis, au cours d'un débat au Campus Novartis à Bâle. Sur la question de la propriété intellectuelle, Wales vante la circulation d'informations gratuites, Jimenez y opposant la nécessité des retours sur investissements pour financer la recherche de nouveaux médicaments. 
Les deux débateurs se rejoignent pour évoquer la "passion": chez Wikipédia, qui repose sur le bénévolat, la passion de 100 000 « Wikipédiens » est le seul moteur, mais elle reste aussi indispensable chez les salariés de Novartis, malgré un chiffre d'affaires de plus de 44 milliards de dollars.

## Polémiques
En 2005, Jimmy Wales apporte des modifications à sa biographie sur la Wikipédia en langue anglaise qui sont remarquées par les médias. Il efface notamment la mention de Larry Sanger comme cofondateur de Wikipédia. 
Plus tard, il explique que qualifier Sanger de cofondateur était erroné, car il était seulement salarié d'un projet que Jimmy Wales finançait, et qu'il l'a quitté après la modification des statuts supprimant son salaire.

## Récompenses
En 2006, Jimmy Wales reçoit :
- l'EFF Pioneer Award[40] ;

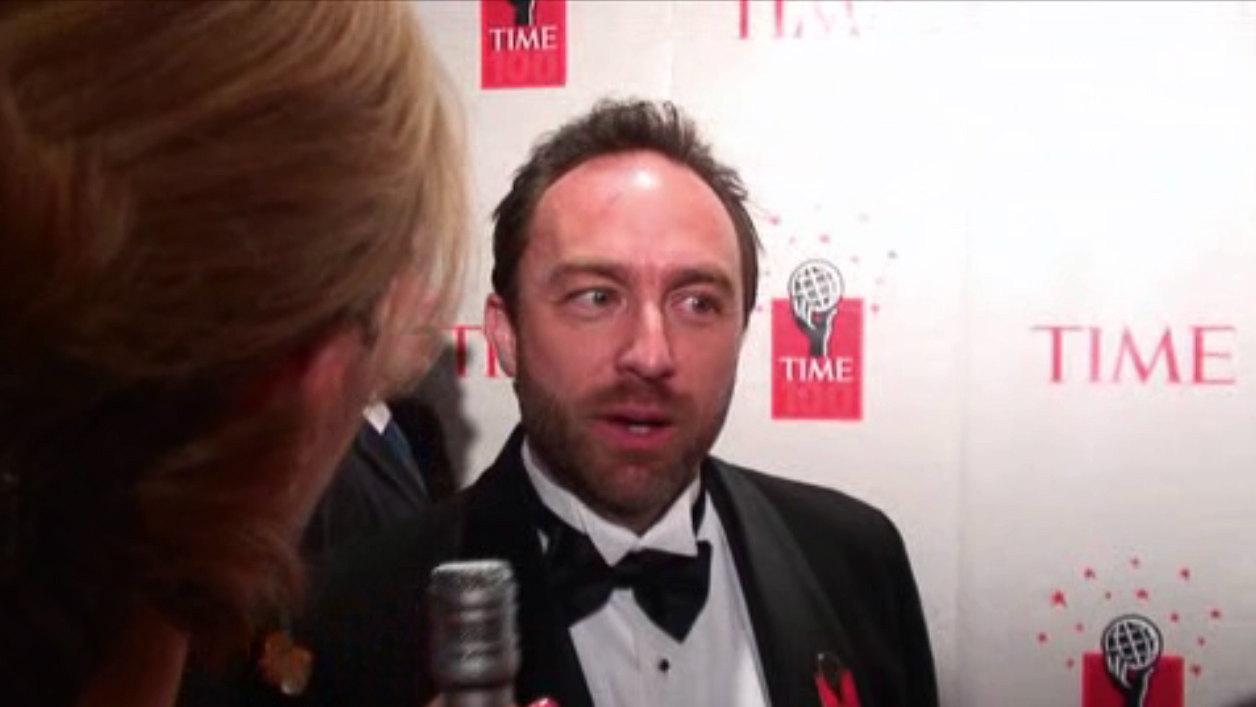
Jimmy Wales sur le tapis rouge de l'édition 2006 de Time 100, interviewé par Amanda Congdon pour Rocketboom, un vidéoblog quotidien.

- le Time 100 Award comme l'une des personnalités les plus influentes du monde dans la catégorie des scientifiques et des intellectuels[41] ;
- un diplôme honoris causa du Knox College.

L'année suivante, le Forum économique mondial reconnait Jimmy Wales comme membre des Young Global Leaders.
En 2010, Jimmy Wales reçoit le prix Gottlieb Duttweiler 2011 « pour sa contribution à la démocratisation de l'accès au savoir ».
En août 2013, Jimmy Wales est admis au temple de la renommée d'Internet, dans la catégorie des innovateurs.
Le 5 décembre de la même année, il reçoit la Médaille Niels Bohr à Copenhague.
En 2015, il reçoit le prix Dan-David,.
Le 2 février 2016, Jimmy Wales est retenu comme l'un des trois docteurs honoris causa de l'université catholique de Louvain (UCL) pour l'année 2016 en tant que cofondateur de l'encyclopédie en ligne Wikipédia.

### Documentaires
- Il était une fois Wikipédia, Lorenza Castella et Jascha Hannover, 2021[49]
- « Faut-il croire Wikipedia ? Enquête sur un monde parallèle - Reportage Envoyé Spécial », 2011 (consulté le 10 novembre 2023).